# Luoting (köpinghuvudort i Kina, Jiangxi Sheng, lat 28,89, long 115,79)
Luoting är en köpinghuvudort i Kina. Den ligger i provinsen Jiangxi, i den sydöstra delen av landet, omkring 25 kilometer norr om provinshuvudstaden Nanchang. Antalet invånare är 11 238. Befolkningen består av 4 575 kvinnor och 6 663 män. Barn under 15 år utgör 15,0 %, vuxna 15-64 år 78 %, och äldre över 65 år 5,0 %.
Runt Luoting är det mycket tätbefolkat, med 4 188 invånare per kvadratkilometer. Närmaste större samhälle är Qiaoshe, 19,6 km öster om Luoting. Trakten runt Luoting består till största delen av jordbruksmark.
Genomsnittlig årsnederbörd är 2 096 millimeter. Den regnigaste månaden är juni, med i genomsnitt 340 mm nederbörd, och den torraste är oktober, med 36 mm nederbörd.